# Deuxième circonscription de la préfecture de Kumamoto
La deuxième circonscription de la préfecture de Kumamoto (熊本県第2区, Kumamoto-ken dai-ni-ku) est l'une des quatre circonscriptions législatives que compte la préfecture de Kumamoto au Japon. Cette circonscription comptait 314 928 électeurs en date du 1er septembre 2021.

## Description géographique
La deuxième circonscription de la préfecture de Kumamoto regroupe les villes d'Arao et Tamana, les arrondissements de Nishi et Minami de Kumamoto et le district de Tamana.

## Députés
| Législature | Début de mandat | Fin de mandat | Député élu                |  | Parti politique |
| ----------- | --------------- | ------------- | ------------------------- |  | --------------- |
| 41e         | 1996            | 2000          | Takeshi Noda (ja)         |  | NFP             |
| 42e         | 2000            | 2003          | Takeshi Noda (ja)         |  | PC              |
| 43e         | 2003            | 2005          | Takeshi Hayashida (ja)    |  | PLD             |
| 44e         | 2005            | 2009          | Takeshi Noda              |  | PLD             |
| 45e         | 2009            | 2012          | Ken'ichirō Fukushima (ja) |  | PDJ             |
| 46e         | 2012            | 2014          | Takeshi Noda              |  | PLD             |
| 47e         | 2014            | 2017          | Takeshi Noda              |  | PLD             |
| 48e         | 2017            | 2021          | Takeshi Noda              |  | PLD             |
| 49e         | 2021            | -             | Daisuke Nishino (ja)      |  | SE              |